# 岩井紫若
岩井紫若（いわいしじゃく）は、歌舞伎役者または日本舞踊家の名跡。初代から四代目までは歌舞伎役者（屋号は大和屋）、五代目は舞踊家。
- 初代　岩井紫若
  - 五代目岩井半四郎の次男、六代目岩井半四郎の弟。1804-45。
  - 初代岩井小紫 → 初代岩井松之助 → 初代岩井紫若 → 七代目岩井半四郎

- 二代目岩井紫若
  - 初代の子。1829-82。
  - 二代目岩井久次郎 → 三代目岩井粂三郎 → 二代目岩井紫若 → 八代目岩井半四郎

- 三代目岩井紫若
  - 初め九代目嵐三右衛門の門弟、のち二代目（八代目岩井半四郎）の門弟。1840-1873。
  - 嵐栄三郎（葉村屋） → 三代目岩井紫若

- 四代目岩井紫若
  - 初め初代實川八百蔵の門弟、三代目の没後、二代目（八代目岩井半四郎）の養子。1854-1889。
  - 實川（実川）八百枝（八百司、八百芝） （井筒屋／たんどや） → 四代目岩井紫若

- 五代目岩井紫若（日本舞踊）
  - 日本舞踊岩井流宗家を率いる。五代目岩井粂三郎（贈九代目岩井半四郎）の養女西川福の娘。本名三枝つね子。1925年-2023年5月29日[1]。
  - 五代目粂三郎が宗家として開いた岩井流を継承、のちに十代目岩井半四郎が改めて岩井流と称する諸派を糾合して流派団体を創設した際に呼応せず別個の流派となった。
  - 西川つね子 → 岩井紫若